# Calixto Malcom
Calixto Malcom (* 15. Februar 1947 in Panama-Stadt; † 19. Februar 2021 ebenda) war ein panamaischer Basketballspieler und Richter.

## Biografie
Calixto Malcom nahm mit der Panamaischen Nationalmannschaft an den Olympischen Spielen 1968 teil. Das Team belegte den 12. Platz. Malcom erzielte in fünf Spielen 15 Punkte.
Malcom arbeitete als Richter des Maritime Appeals Court.